# Wiktor Fjodorowitsch Bassargin

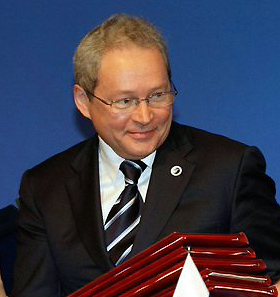
Wiktor Bassargin

Wiktor Fjodorowitsch Bassargin (russisch Ви́ктор Фёдорович Басарги́н; * 3. August 1957 in Asbest in der Oblast Swerdlowsk) ist ein russischer Politiker. Er bekleidet den Rang eines Wirklichen Staatsrats 1. Klasse der Russischen Föderation. Von Oktober 2008 bis April 2012 war er Minister für regionale Entwicklung  in der Regierung der Russischen Föderation. Von 2012 bis 2017 war er Gouverneur der Region Perm.
Bassargin absolvierte im Jahr 1976 das Bergbautechnikum in seiner Heimatstadt Asbest. Am Bergbauinstitut in Swerdlowsk, heute Jekaterinburg, schloss er 1984 ein Ingenieursstudium ab und war im Kombinat Uralasbest als leitender Ingenieur beschäftigt.
Nachdem er zunächst Sekretär des Regionalkomitees des Komsomol gewesen war, wurde er im Jahr 1992 stellvertretender Leiter und später Leiter des Fonds für Staatseigentum in der Region Swerdlowsk. Seit dem Jahr 2001 war er Stellvertreter des Bevollmächtigten Vertreters des russischen Präsidenten im Föderationskreis Ural.
Im Oktober 2008 wurde Bassargin zum Minister für regionale Entwicklung ernannt, in diesem Amt war er Nachfolger von Dmitri Kosak. Im April 2012 wurde er von diesem Posten abberufen und gleichzeitig zum kommissarischen Gouverneur der Region Perm ernannt. Am 4. Mai 2012 wurde er vom damaligen Präsidenten Dmitri Medwedew als Gouverneur vorgeschlagen und am darauffolgenden Tag von der lokalen Duma bestätigt und vereidigt.